# Hypoctonus stoliczkae
Espèce
Hypoctonus stoliczkae est une espèce d'uropyges de la famille des Thelyphonidae.

## Distribution
Cette espèce est endémique d'Inde.

## Description
La carapace du mâle mesure 12 mm de long sur 7 mm et la carapace de la femelle 10 mm de long sur 6 mm.

## Étymologie
Cette espèce est nommée en l'honneur de Ferdinand Stoliczka.

## Publication originale
- Gravely, 1912 : Notes on Pedipalpi in the collection of the Indian Museum. III.–Some new and imperfectly known species of Hypoctomus. Records of the Indian Museum, vol. 7, p. 101-107 (texte intégral).